# Primer ministro de Mali
El Primer ministro de Mali es el jefe del gobierno desde 1960 de Mali y es el segundo puesto más importante del país tras el Presidente.

## Historia
Con la creación de la Federación de Mali (Sudán francés y Senegal) el maliense Modibo Keïta fue nombrado primer ministro. Sin embargo solo ejerció unos meses, pues en agosto de 1960 se disolvió la federación, naciendo la República de Mali.
En el nuevo estado Keïta ocupó la presidencia y la jefatura del gobierno hasta 1965, cuando el puesto de primer ministro desapareció en un avance hacia el presidencialismo. Con el golpe de Estado de Moussa Traoré se restableció el cargo de primer ministro, el elegido fue Yoro Diakité hasta 1969, más tarde fue acusado de tramar derrocar al presidente, condenado a cadena perpetua murió en una prisión en 1973. El puesto quedó abolido hasta 1986 y nuevamente de 1988 hasta el derrocamiento de Traoré en 1991, cuando el presidente Amadou Toumani Touré nombró un gobierno provisional que cesó con las elecciones de 1992.
Bajo la presidencia de Alpha Oumar Konaré (1992-2002) se sucedieron cinco gobiernos y bajo Amadou Toumani Touré cuatro gobiernos independientes, entre ellos el de Cissé Mariam Kaïdama Sidibé primera mujer en la historia de Mali en ocupar el cargo de primera ministra. Con el derrocamiento del presidente Touré se estableció un gobierno provisional hasta las elecciones de 2013. El presidente Ibrahim Boubacar Keïta vio como de los cuatro gobiernos dos de ellos dimitieron sorpresivamente, el último, Abdoulaye Idrissa Maïga, presentó su dimisión sin aclarar el motivo el 29 de diciembre de 2017.
Tras el Golpe de Estado de 2020, Boubou Cissé dimitió al cargo. El gobierno de transición liderado por Ba N'Daou nombró a Moctar Ouane como primer ministro del país.

## Mandato
El primer ministro de Mali es nombrado por el presidente (artículo 38). El primer ministro es junto con los miembros de su gobierno responsable ante la Asamblea Nacional (artículo 74), en caso de que el gobierno someta, previa deliberación del Consejo de Ministros, a votación de la Asamblea la responsabilidad del gobierno o de su política (artículo 78). Si esta votación no se supera (moción de censura) por dos tercios de la Asamblea el primer ministro se verá obligado a presentar su dimisión al presidente (artículo 79)

## Poderes
En su calidad de primer ministro se considera jefe del gobierno y debe coordinar la política del gobierno (artículo 55), si bien el presidente de la república tiene el poder ejecutivo, delegará ciertos poderes en el primer ministro (artículo 51). El presidente nombrará, a proposición del primer ministro, los ministros que forman el Consejo de Ministros (artículo 38).
El primer ministro deberá determinar la política de la Nación (artículo 53), además es responsable de la política de defensa nacional, la ejecución de la ley y ejercerá el poder de regulación (artículo 55).
Como primer ministro sus actos deberán ser refrendados por cada ministerio responsable de su ejecución (artículo 56). En caso de incapacidad temporal del presidente el primer ministro asumirá el poder. Pero en caso de vacancia en el cargo de presidente será el presidente de la Asamblea Nacional el que ocupe el cargo de presidente interino (artículo 36). 

## Lista de primeros ministros (1960-)
| Espectro político                                    |
| ---------------------------------------------------- |
| US-RDA UPDM militar ADEMA-PASJ Asamblea por Malí MPR |

| Primer ministro                                                  | Primer ministro                                                | Primer ministro                                                | Inicio                                                         | Fin                                                            | Partido                                                        | Elecciones                  | Presidente | Presidente                         | Presidente |
| ---------------------------------------------------------------- | -------------------------------------------------------------- | -------------------------------------------------------------- | -------------------------------------------------------------- | -------------------------------------------------------------- | -------------------------------------------------------------- | --------------------------- | ---------- | ---------------------------------- | ---------- |
| Federación de Malí (1959-1960)                                   |                                                                |                                                                |                                                                |                                                                |                                                                |                             |            |                                    |            |
|                                                                  |                                                                | Modibo Keïta (1915-1977)                                       | 17 de enero de 1960                                            | 20 de agosto de 1960                                           | US-RDA                                                         | -                           |            | Léopold Sédar Senghor (1960)       |            |
| República de Malí (1960-)                                        |                                                                |                                                                |                                                                |                                                                |                                                                |                             |            |                                    |            |
|                                                                  |                                                                | Modibo Keïta (1915-1977)                                       | 20 de junio de 1960                                            | 1965                                                           | US-RDA                                                         | designado por el presidente |            | Modibo Keïta (1960-1968)           |            |
| Puesto abolido (1965 - 19 de noviembre de 1968)                  | Puesto abolido (1965 - 19 de noviembre de 1968)                | Puesto abolido (1965 - 19 de noviembre de 1968)                | Puesto abolido (1965 - 19 de noviembre de 1968)                | Puesto abolido (1965 - 19 de noviembre de 1968)                | Puesto abolido (1965 - 19 de noviembre de 1968)                | designado por el presidente |            | Moussa Traoré (1968-1991)          |            |
|                                                                  |                                                                | Yoro Diakité (1932-1973)                                       | 19 de noviembre de 1968                                        | 18 de septiembre de 1969                                       | Ninguno (militar)                                              | designado por el presidente |            | Moussa Traoré (1968-1991)          |            |
| Puesto abolido (18 de septiembre de 1968 - 6 de junio de 1986)   | Puesto abolido (18 de septiembre de 1968 - 6 de junio de 1986) | Puesto abolido (18 de septiembre de 1968 - 6 de junio de 1986) | Puesto abolido (18 de septiembre de 1968 - 6 de junio de 1986) | Puesto abolido (18 de septiembre de 1968 - 6 de junio de 1986) | Puesto abolido (18 de septiembre de 1968 - 6 de junio de 1986) | designado por el presidente |            | Moussa Traoré (1968-1991)          |            |
|                                                                  |                                                                | Mamadou Dembelé (1934-2016)                                    | 6 de junio de 1986                                             | 6 de junio de 1988                                             | UPDM                                                           | designado por el presidente |            | Moussa Traoré (1968-1991)          |            |
| Puesto abolido (6 de junio de 1988 - 2 de abril de 1991)         |                                                                |                                                                |                                                                |                                                                |                                                                | designado por el presidente |            | Moussa Traoré (1968-1991)          |            |
|                                                                  |                                                                | Soumana Sacko (1949-) Primer ministro interino                 | 2 de abril de 1991                                             | 9 de junio de 1992                                             | independiente                                                  | designado por el presidente |            | Amadou Toumani Touré (1991-1992)   |            |
|                                                                  |                                                                | Younoussi Touré (1941-2022)                                    | 9 de junio de 1992                                             | 12 de abril de 1993                                            | independiente                                                  | designado por el presidente |            | Alpha Oumar Konaré (1992-2002)     |            |
|                                                                  |                                                                | Abdoulaye Sékou Sow (1931-2013)                                | 12 de abril de 1993                                            | 4 de febrero de 1994                                           | independiente                                                  | designado por el presidente |            | Alpha Oumar Konaré (1992-2002)     |            |
|                                                                  |                                                                | Ibrahim Boubacar Keïta (1945-2022)                             | 4 de febrero de 1994                                           | 15 de febrero de 2000                                          | ADEMA-PASJ                                                     | designado por el presidente |            | Alpha Oumar Konaré (1992-2002)     |            |
|                                                                  |                                                                | Mandé Sidibé (1940-2009)                                       | 15 de febrero de 2000                                          | 18 de marzo de 2002                                            | ADEMA-PASJ                                                     | designado por el presidente |            | Alpha Oumar Konaré (1992-2002)     |            |
|                                                                  |                                                                | Modibo Keita (1942-2021)                                       | 18 de marzo de 2002                                            | 9 de junio de 2002                                             | independiente                                                  | designado por el presidente |            | Alpha Oumar Konaré (1992-2002)     |            |
|                                                                  |                                                                | Ahmed Mohamed ag Hamani (1942-)                                | 9 de junio de 2002                                             | 29 de abril de 2004                                            | independiente                                                  | designado por el presidente |            | Amadou Toumani Touré (2002-2012)   |            |
|                                                                  |                                                                | Ousmane Issoufi Maïga (1946-)                                  | 29 de abril de 2004                                            | 28 de septiembre de 2007                                       | independiente                                                  | designado por el presidente |            | Amadou Toumani Touré (2002-2012)   |            |
|                                                                  |                                                                | Modibo Sidibé (1952-)                                          | 28 de septiembre de 2007                                       | 3 de abril de 2011                                             | independiente                                                  | designado por el presidente |            | Amadou Toumani Touré (2002-2012)   |            |
|                                                                  |                                                                | Cissé Mariam Kaïdama Sidibé (1948-2021)                        | 3 de abril de 2011                                             | 22 de marzo de 2012                                            | independiente                                                  | designado por el presidente |            | Amadou Toumani Touré (2002-2012)   |            |
| Puesto vacante (22 de marzo de 2012 - 17 de abril de 2012)       | Puesto vacante (22 de marzo de 2012 - 17 de abril de 2012)     | Puesto vacante (22 de marzo de 2012 - 17 de abril de 2012)     | Puesto vacante (22 de marzo de 2012 - 17 de abril de 2012)     | Puesto vacante (22 de marzo de 2012 - 17 de abril de 2012)     | Puesto vacante (22 de marzo de 2012 - 17 de abril de 2012)     | designado por el presidente |            | Dioncounda Traoré (2012-2013)      |            |
|                                                                  |                                                                | Cheick Modibo Diarra (1952-) Primer ministro interino          | 17 de abril de 2012                                            | 11 de diciembre de 2012                                        | independiente                                                  | designado por el presidente |            | Dioncounda Traoré (2012-2013)      |            |
|                                                                  |                                                                | Django Sissoko (1948-2022) Primer ministro interino            | 11 de diciembre de 2012                                        | 5 de septiembre de 2013                                        | independiente                                                  | designado por el presidente |            | Dioncounda Traoré (2012-2013)      |            |
|                                                                  |                                                                | Oumar Tatam Ly (1963-)                                         | 5 de septiembre de 2013                                        | 5 de abril de 2014                                             | independiente                                                  | designado por el presidente |            | Ibrahim Boubacar Keïta (2013-2020) |            |
|                                                                  |                                                                | Moussa Mara (1975-)                                            | 5 de abril de 2014                                             | 9 de enero de 2015                                             | independiente                                                  | designado por el presidente |            | Ibrahim Boubacar Keïta (2013-2020) |            |
|                                                                  |                                                                | Modibo Keita (1942-2021)                                       | 9 de enero de 2015                                             | 10 de abril de 2017                                            | independiente                                                  | designado por el presidente |            | Ibrahim Boubacar Keïta (2013-2020) |            |
|                                                                  |                                                                | Abdoulaye Idrissa Maïga (1958-)                                | 10 de abril de 2017                                            | 30 de diciembre de 2017                                        | Asamblea por Malí                                              | designado por el presidente |            | Ibrahim Boubacar Keïta (2013-2020) |            |
|                                                                  |                                                                | Soumeylou Boubèye Maïga (1954-2022)                            | 30 de diciembre de 2017                                        | 18 de abril de 2019                                            | ASM                                                            | designado por el presidente |            | Ibrahim Boubacar Keïta (2013-2020) |            |
|                                                                  |                                                                | Boubou Cissé (1974-)                                           | 23 de abril de 2019                                            | 18 de agosto de 2020                                           | Independiente                                                  | designado por el presidente |            | Ibrahim Boubacar Keïta (2013-2020) |            |
| Puesto vacante (18 de agosto de 2020 - 27 de septiembre de 2020) |                                                                |                                                                |                                                                |                                                                |                                                                | designado por el presidente |            | Ibrahim Boubacar Keïta (2013-2020) |            |
|                                                                  |                                                                | Moctar Ouane (1955-)                                           | 27 de septiembre de 2020                                       | 25 de mayo de 2021                                             | Independiente                                                  | designado por el presidente |            | Ba N'Daou (2020-2021)              |            |
| Puesto vacante (25 de mayo de 2021 - 7 de junio de 2021)         |                                                                |                                                                |                                                                |                                                                |                                                                | designado por el presidente |            | Ba N'Daou (2020-2021)              |            |
|                                                                  |                                                                |                                                                |                                                                |                                                                |                                                                | designado por el presidente |            |                                    |            |
|                                                                  |                                                                | Choguel Maïga (1958-)                                          | 7 de junio de 2021                                             | 21 de agosto de 2022                                           | MPR                                                            | designado por el presidente |            | Assimi Goita (2021-)               |            |
|                                                                  |                                                                | Abdoulaye Maïga (1981-)                                        | 21 de agosto de 2022                                           | en el cargo                                                    | Ninguno (militar)                                              | designado por el presidente |            | Assimi Goita (2021-)               |            |